# Алекс Боримиров
Алекс Боримиров е български футболист, полузащитник на Левски (София). Той е син на легендата на сините Даниел Боримиров.

## Кариера
Започва да тренира футбол на 8 г. в школата на Левски (София). Дебютира за сините на 28 август 2016 г. От пролетта на 2018 година е част от състава на ФК Локомотив (София). През зимната пауза през 2019 г. играе под наем в Славия (София).